# Duffyoemida barkeri
Duffyoemida barkeri là một loài bọ cánh cứng trong họ Cerambycidae.